# Édouard Collignon
Édouard Charles Romain Collignon (Laval (Mayenne), 1831. március 28. – 1913. augusztus 11.) francia mérnök és természettudós. Egy általa konstruált térképvetületről és az orosz vasutak építésében végzett munkájáról nevezetes.

## Élete
Építőmérnöki diplomáját 1849-ben szerezte az École polytechnique-ben. A francia közlekedési hivatal mérnöke, 1878-tól pedig vezető tisztviselője (felügyelő). 1857 és 1862 között részt vett a Szentpétervár–Varsó és a Moszkva–Nyizsnyij Novgorod vasutak tervezésében, kivitelezésében.
Alapító tagja volt a francia tudományos társaságnak (Association française pour l’avancement des sciences).

## Írásai
- Cours élémentaire de mécanique (statique), 1869
- Les Machines, 1873, 1882
- Cours de mécanique appliquée aux constructions, 1869/70
- Les chemins de fer russes de 1857 à 1862, 1864
- Traité de mécanique, 1885

## Fordítás
- Ez a szócikk részben vagy egészben  az   Édouard Collignon című francia Wikipédia-szócikk fordításán alapul.  Az eredeti cikk szerkesztőit annak laptörténete sorolja fel. Ez a jelzés csupán a megfogalmazás eredetét és a szerzői jogokat jelzi, nem szolgál a cikkben szereplő információk forrásmegjelöléseként.